# Кеп-Пелей
Кеп-Пелей (англ. Cap-Pelé) — село в Канаді, у провінції Нью-Брансвік, у складі графства Вестморленд.

## Населення
За даними перепису 2016 року, село нараховувало 2425 осіб, показавши зростання на 7,5%, порівняно з 2011-м роком. Середня густина населення становила 103,8 осіб/км².
З офіційних мов обидвома одночасно володіли 1 755 жителів, тільки англійською — 360, тільки французькою — 175, а 55 — жодною з них. Усього 170 осіб вважали рідною мовою не одну з офіційних, з них 5 — українську.
Працездатне населення становило 70,3% усього населення, рівень безробіття — 15,7%.
Середній дохід на особу становив $36 893 (медіана $29 632), при цьому для чоловіків — $42 425, а для жінок $31 676 (медіани — $32 864 та $26 155 відповідно).
26,7% мешканців мали закінчену шкільну освіту, не мали закінченої шкільної освіти — 34,7%, 38,4% мали післяшкільну освіту, з яких 22,3% мали диплом бакалавра, або вищий.
| Статево-вікова структура населення | Статево-вікова структура населення | Статево-вікова структура населення | Статево-вікова структура населення | Статево-вікова структура населення |
| ---------------------------------- | ---------------------------------- | ---------------------------------- | ---------------------------------- | ---------------------------------- |
|                                    |                                    |                                    |                                    |                                    |
| Всього                             | Всього                             | 49,9%50,1%                         |                                    |                                    |
| 0 — 14 років                       | 0 — 14 років                       |                                    | 10,5%                              | 10,5%                              |
| 15 — 64 років                      | 15 — 64 років                      |                                    | 68%                                | 68%                                |
| 65 і більше                        | 65 і більше                        |                                    | 21,4%                              | 21,4%                              |
| 85 і більше                        | 85 і більше                        |                                    | 3,5%                               | 3,5%                               |
| Середній вік (років)               | Середній вік (років)               | 44,848,0                           | 46,4                               | 46,4                               |
| Медіана (років)                    | Медіана (років)                    | 45,750,8                           | 48,0                               | 48,0                               |
| — чоловіки — жінки                 |                                    |                                    |                                    |                                    |

| Походження мешканців:     | Походження мешканців:     | Походження мешканців: | Походження мешканців: | Походження мешканців: |
| ------------------------- | ------------------------- | --------------------- | --------------------- | --------------------- |
| Походження                |                           |                       | осіб                  | %                     |
| Корінні американці        | Корінні американці        |                       | 110                   | 4.68%                 |
| Інше північноамериканське | Інше північноамериканське |                       | 1 760                 | 74.89%                |
| Європейське               | Європейське               |                       | 955                   | 40.64%                |
| британське                | британське                |                       | 275                   | 11.7%                 |
| французьке                | французьке                |                       | 790                   | 33.62%                |
| Латинськоамериканське     | Латинськоамериканське     |                       | 130                   | 5.53%                 |
| Карибське                 | Карибське                 |                       | 85                    | 3.62%                 |
| Азійське                  | Азійське                  |                       | 35                    | 1.49%                 |

## Клімат
Середня річна температура становить 5,7°C, середня максимальна – 22,5°C, а середня мінімальна – -13,3°C. Середня річна кількість опадів – 1 117 мм.
| Клімат поселення                              | Клімат поселення | Клімат поселення | Клімат поселення | Клімат поселення | Клімат поселення | Клімат поселення | Клімат поселення | Клімат поселення | Клімат поселення | Клімат поселення | Клімат поселення | Клімат поселення | Клімат поселення |
| Показник                                      | Січ.             | Лют.             | Бер.             | Квіт.            | Трав.            | Черв.            | Лип.             | Серп.            | Вер.             | Жовт.            | Лист.            | Груд.            |                  |
| Середній максимум, °C                         | −2,49            | −2               | 2,85             | 8,60             | 15,00            | 20,39            | 22,47            | 21,93            | 17,43            | 11,74            | 6,15             | −0,51            |                  |
| Середня температура, °C                       | −7,87            | −7,4             | −2,52            | 3,20             | 9,60             | 14,99            | 18,97            | 18,40            | 13,92            | 8,25             | 2,65             | −4,03            |                  |
| Середній мінімум, °C                          | −13,25           | −12,8            | −7,93            | −2,2             | 4,21             | 9,61             | 15,46            | 14,91            | 10,40            | 4,71             | −0,86            | −7,53            |                  |
| Норма опадів, мм                              | 104              | 84               | 88               | 80               | 93               | 93               | 89               | 85               | 88               | 103              | 103              | 107              |                  |
| Середньомісячна швидкість вітру, м/с          | 5.12             | 4.96             | 5.04             | 4.87             | 4.50             | 4.06             | 3.77             | 3.68             | 4.07             | 4.57             | 4.93             | 5.25             |                  |
| Середньомісячна сонячна радіація, кДж/м²·день | 5058             | 8510             | 12247            | 15193            | 18341            | 20345            | 20115            | 17688            | 13263            | 8308             | 4808             | 3766             |                  |
| --------------------------------------------- | ---------------- | ---------------- | ---------------- | ---------------- | ---------------- | ---------------- | ---------------- | ---------------- | ---------------- | ---------------- | ---------------- | ---------------- | ---------------- |
| Джерело:                                      |                  |                  |                  |                  |                  |                  |                  |                  |                  |                  |                  |                  |                  |